# Upland

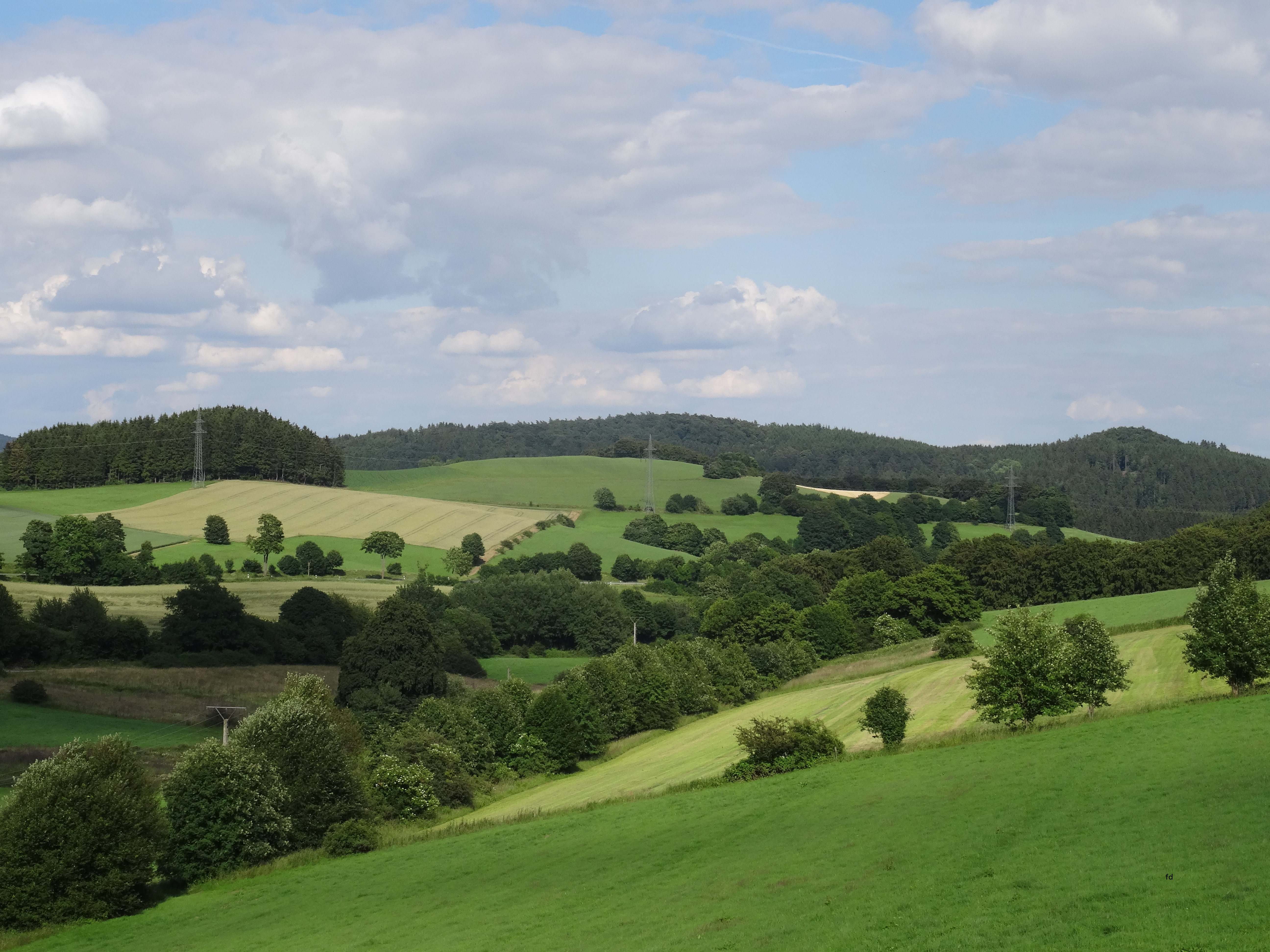
Landschaft in der Nähe von Usseln

Das Upland (niederdeutsch für Oberland oder Hochland) im Rothaargebirge ist der nordöstliche, zu Waldeck gehörende Teil des ansonsten westfälischen Hochsauerlandes im heutigen nordhessischen Landkreis Waldeck-Frankenberg (Deutschland). Es umfasst (mit dem Vorupland) die Gebiete der heutigen Gemeinden Willingen und Diemelsee.

## Geographie

### Lage
Das Upland liegt im Naturpark Diemelsee auf durchschnittlich 500 bis 700 m ü. NHN. Der Nordwesten und der Südwesten sind fast durchgehend bewaldet, während das Kernland, das naturräumliche Upland, nur inselartig um einige Gipfel bewaldet ist.

### Naturräumliche Gliederung
Das historische Upland liegt überwiegend im Nordosten des Rothaargebirges, zu kleineren Teilen auch im Ostsauerländer Gebirgsrand. Neben dem naturräumlichen Upland umfasst es insbesondere etwa die (nordöstliche) Hälfte des Naturraumes Langenberg, der nach der höchsten Erhebung des Rothaargebirges, dem 843,2 m hohen Langenberg, benannt ist und in dem sich mehrere Gipfel über 800 m erheben.
Folgende Naturräume liegen z. T. im historischen Upland (in Klammern die je zum Upland gehörigen Teile):
- 33 Süderbergland
  - 332 Ostsauerländer Gebirgsrand
    - 332.6 (Vorupländer) Adorfer Bucht
      - 332.60 Flechtdorfer Höckerflur (nur äußerster Westen)

  - 333 Rothaargebirge
    - 333.5 Winterberger Hochland
      - 333.58 Langenberg (Nordosthälfte)

    - 333.8 Hochsauerländer Schluchtgebirge
      - 333.82 Schellhorn- und Treiswald (äußerster Südosten)

    - 333.9 Upland
      - 333.90 Inneres Upland (bis auf den äußersten Norden)
      - 333.91 Vorderupländer Rücken (nur Westen und Zentrum)

### Geologie
Der Boden des Uplandes wird durchzogen von oberdevonischem Mergel, Tonschiefer und Kalksandstein. Mit dieser Kombination sind gute Böden für die landwirtschaftliche Nutzung entstanden. Schon früh wurden daher die Wälder gerodet und durch Hutewälder ersetzt (die ostsauerländer "Hochheiden").

### Berge

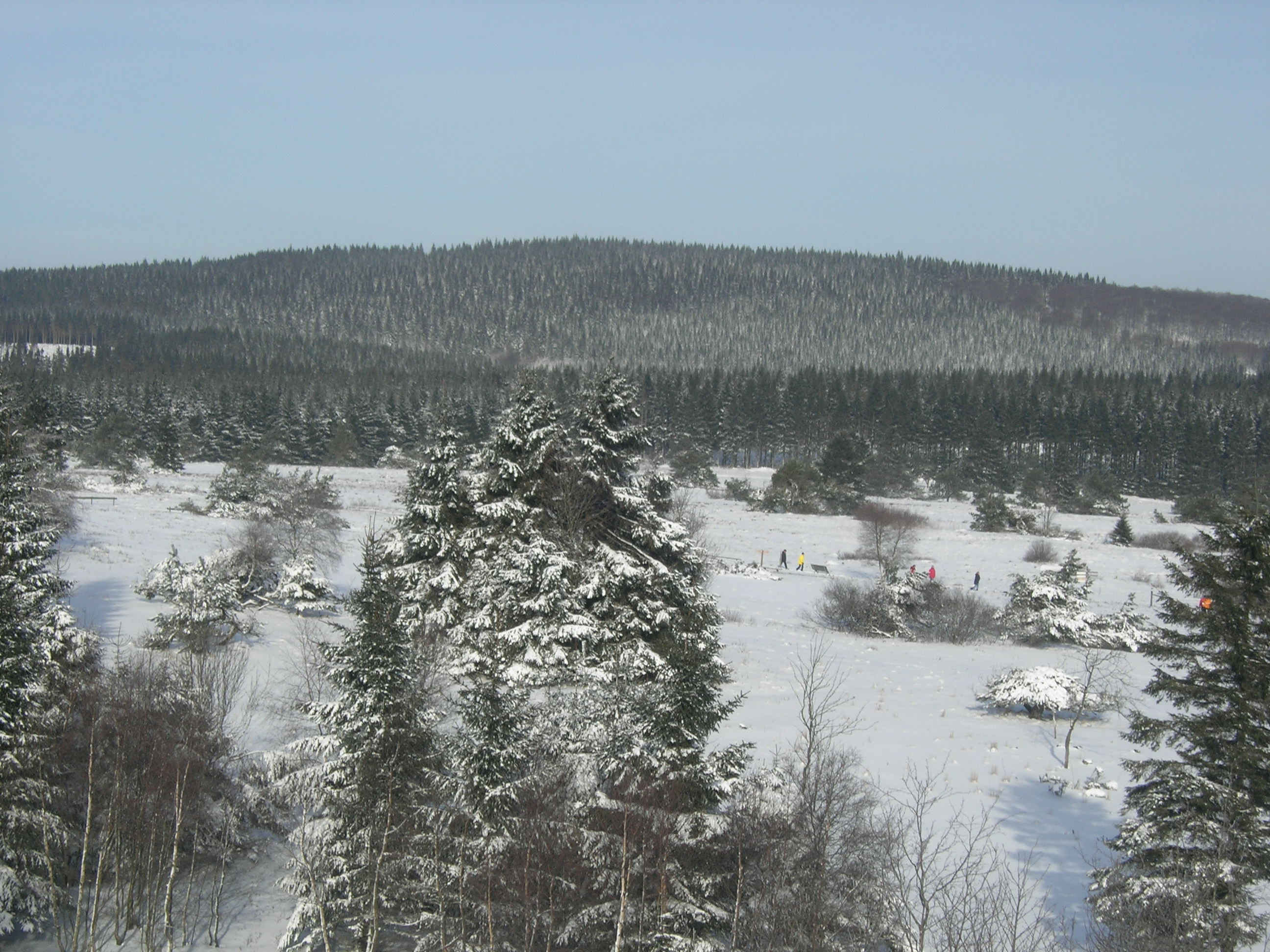
Blick auf den Langenberg

Der höchste Berg des Uplands ist der Langenberg (843,2 m), der sich unmittelbar auf der Grenze zum benachbarten Nordrhein-Westfalen (und knapp auf der westfälischen Seite) befindet. Der fast gleich hohe Hegekopf (842,9 m) liegt demgegenüber gänzlich auf hessischem Gebiet.
Zu den Bergen des Uplands gehören (inklusive aller „Achthunderter“) nach Höhe in Meter über Normalhöhennull (NHN) sortiert (Naturräume kursiv; Berge an der Landesgrenze zu Nordrhein-Westfalen sind mit einem Stern (*) gekennzeichnet):
- Langenberg* (843,2 m) – Langenberg
- Hegekopf (842,9 m) – Langenberg
- Ettelsberg (837,7 m) – Langenberg; mit Hochheideturm (Aussichtsplattform: 875 m Höhe)
- Hopperkopf (832,3 m) – Langenberg
- Mühlenkopf (ca. 815 m) – Langenberg; mit Mühlenkopfschanze
- Hoher Eimberg* (806,1 m) – Schellhorn- und Treiswald
- Hoppernkopf* (805,0 m) – Langenberg/Schellhorn- und Treiswald
- Mittelsberg (801,0 m) – Langenberg
- Hohe Pön (792,7 m) – Langenberg
- Krutenberg* (785,0 m) – Langenberg
- Dreiskopf* (781,0 m) – Schellhorn- und Treiswald
- Kahle Pön (775,3 m) – Inneres Upland
- Emmet (742,5 m) – Langenberg
- Auf’m Knoll* (739,1 m) – Langenberg/Inneres Upland
- Dommel (738,0 m) – Schellhorn- und Treiswald; mit Dommelturm
- Sähre (726,0 m) – Inneres Upland
- Iberg (720,5 m) – Inneres Upland
- Osterkopf (708,5 m) – Inneres Upland
- Orenberg (702,0 m) – Inneres Upland
- Hohe Egge (604,9 m) – Inneres Upland

### Fließgewässer
Durch den Naturraum Langenberg verläuft die Rhein-Weser-Wasserscheide an bzw. jenseits der Westgrenze des historischen Uplandes, östlich derer die Fließgewässer hier mehrheitlich zur Diemel entwässern und in nördliche bis nordöstliche Richtungen abfließen (von Westen nach Osten geordnet, Quellgebiet in Klammern):
- Hoppecke (Langenberg)
- Itter (Langenberg)
- Aarbach (Langenberg)
- Diemel (Inneres Upland)
- Rhene (Quelle am Vorderupländer Rücken, jedoch außerhalb des historischen Uplandes)

Durch den Vorderupländer Rücken verläuft in Westsüdwest-Ostnordost-Richtung die Wasserscheide zwischen den beiden Weser-Nebenflüssen Diemel und Eder, südlich derer die Neerdar im Inneren Upland entspringt, deren Oberlauf den Südosten des historischen Uplandes durchfließt.

### Ortschaften
Die Ortschaften des Uplands sind Willingen, seine Ortsteile Usseln, Schwalefeld, Rattlar, Eimelrod, Bömighausen, Hemmighausen, Neerdar und Welleringhausen und einige Ortsteile der Gemeinde Diemelsee.

## Geschichte
Jäger und Sammler sind bereits um 7000 v. Chr. durch das Upland gezogen, das beweist der Fund eines Faustkeils bei Usseln. Die Dörfer und Ansiedlungen im Upland sind wahrscheinlich um 1000 n. Chr. entstanden. Erste urkundliche Erwähnungen gibt es für die Gemeinden Willingen (1380), Schwalefeld (1333), Usseln (1338) und Rattlar (1168). Im 15. und 16. Jahrhundert wechselte die Herrschaft von der Grafschaft Padberg zu den Grafen von Waldeck.

## Freizeit und Tourismus
Bekannt ist das Upland durch die internationalen Skispringen an der Mühlenkopfschanze beim Willinger Ortsteil Stryck. Auch Breitensport findet statt. Verbreitet sind Skilanglauf und das Skiwandern. Die Loipen werden auf speziellen Routen maschinell gespurt, um so Lebensräume wild lebender Tiere und selten gewordener Pflanzen zu schützen. Im Jahr 2007 wurde eine Beschneiungsanlage eingerichtet.
Es stehen 19 Liftanlagen in Willingen, Usseln und Schwalefeld zur Verfügung, darunter eine 2007 errichtete Umlaufseilbahn am Ettelsberg.
Pro Jahr werden über 1,2 Millionen Gästeübernachtungen bei etwa 10.000 Gästebetten gezählt.

## Verkehr
Die Uplandbahn und die Bundesstraße 251 durchqueren das Upland in Ost-West-Richtung und verbinden es mit Korbach und Brilon.